# 梨坡站
梨坡站（韓語：리파역）是朝鮮民主主義人民共和國咸鏡南道端川市的一個鐵路車站，属于金溝線。

## 邻近车站
金溝線
新坪站 - 梨坡站 - 新甑山站